# Segunda División 1934-1935 (Spagna)
L'edizione 1934-35 della Segunda División fu il settimo campionato di calcio spagnolo di seconda divisione. Il campionato vide la partecipazione di 24 squadre. Il torneo fu diviso in 3 gruppi e le prime due di ogni gruppo avrebbero poi preso parte ai playoff i quali qualificarono due sole squadre. Le ultime di ogni gruppo retrocessero nelle Divisiones Regionales de Fútbol.

## Gruppo I
|  |    | Gruppo I            | Pt | G  | V | N | P | GF | GS | DR  |
|  | -- | ------------------- | -- | -- | - | - | - | -- | -- | --- |
|  | 1. | Celta Vigo          | 20 | 14 | 9 | 2 | 3 | 44 | 21 | +23 |
|  | 2. | Real Valladolid     | 18 | 14 | 8 | 2 | 4 | 41 | 21 | +20 |
|  | 3. | Sporting Gijón      | 16 | 14 | 7 | 2 | 5 | 23 | 21 | +2  |
|  | 4. | Stadium Avilés      | 14 | 14 | 6 | 2 | 6 | 28 | 38 | -10 |
|  | 5. | Nacional Madrid     | 14 | 14 | 6 | 2 | 6 | 25 | 26 | -1  |
|  | 6. | Barakaldo           | 11 | 14 | 5 | 1 | 8 | 22 | 23 | -1  |
|  | 7. | Deportivo La Coruña | 10 | 14 | 3 | 4 | 7 | 14 | 27 | -13 |
|  | 8. | Racing Ferrol       | 9  | 14 | 3 | 3 | 8 | 12 | 32 | -20 |

## Gruppo II
|  |    | Gruppo II   | Pt | G  | V | N | P | GF | GS | DR  |
|  | -- | ----------- | -- | -- | - | - | - | -- | -- | --- |
|  | 1. | Osasuna     | 19 | 12 | 9 | 1 | 2 | 31 | 9  | +22 |
|  | 2. | Sabadell    | 15 | 12 | 6 | 3 | 3 | 22 | 22 | 0   |
|  | 3. | Saragozza   | 14 | 12 | 6 | 2 | 4 | 30 | 17 | +13 |
|  | 4. | Girona      | 12 | 12 | 4 | 4 | 4 | 12 | 15 | -3  |
|  | 5. | Unión Irun  | 9  | 12 | 2 | 5 | 5 | 19 | 29 | -10 |
|  | 6. | Badalona    | 8  | 12 | 3 | 2 | 7 | 16 | 28 | -12 |
|  | 7. | Júpiter     | 7  | 12 | 1 | 5 | 6 | 12 | 22 | -10 |
|  | 8. | CD Logroñés | 0  | 3  | 0 | 0 | 3 | 2  | 20 | -18 |

## Gruppo III
|  |    | Gruppo III     | Pt | G  | V  | N | P  | GF | GS | DR  |
|  | -- | -------------- | -- | -- | -- | - | -- | -- | -- | --- |
|  | 1. | Hércules       | 22 | 14 | 10 | 2 | 2  | 32 | 13 | +19 |
|  | 2. | Murcia FC      | 17 | 14 | 7  | 3 | 4  | 28 | 24 | +4  |
|  | 3. | Levante        | 16 | 14 | 5  | 6 | 3  | 27 | 19 | +8  |
|  | 4. | Elche          | 14 | 14 | 5  | 4 | 5  | 22 | 24 | -2  |
|  | 5. | Malacitano     | 14 | 14 | 6  | 2 | 6  | 33 | 27 | +6  |
|  | 6. | Gimnástico     | 13 | 14 | 6  | 1 | 7  | 23 | 22 | +1  |
|  | 7. | Granada        | 13 | 14 | 6  | 1 | 7  | 22 | 22 | 0   |
|  | 8. | Sport La Plana | 3  | 14 | 1  | 1 | 12 | 7  | 43 | -36 |

## Playoff promozione
|  |    | Gruppo Promozione | Pt | G  | V | N | P | GF | GS | DR  |
|  | -- | ----------------- | -- | -- | - | - | - | -- | -- | --- |
|  | 1. | Hércules          | 14 | 10 | 6 | 2 | 2 | 22 | 9  | +13 |
|  | 2. | Osasuna           | 13 | 10 | 6 | 1 | 3 | 21 | 13 | +8  |
|  | 3. | Celta Vigo        | 12 | 10 | 6 | 0 | 4 | 19 | 18 | +1  |
|  | 4. | Murcia FC         | 11 | 10 | 5 | 1 | 4 | 16 | 15 | +1  |
|  | 5. | Sabadell          | 8  | 10 | 4 | 0 | 6 | 15 | 20 | -5  |
|  | 6. | Real Valladolid   | 2  | 10 | 1 | 0 | 9 | 11 | 29 | -18 |

### Verdetti
- Hércules e  Osasuna promosse in Primera División spagnola 1935-1936.
- Racing Ferrol,  CD Logroñés e  Sport La Plana retrocesse in Tercera División.